# 北海道道337号上士幌士幌音更線

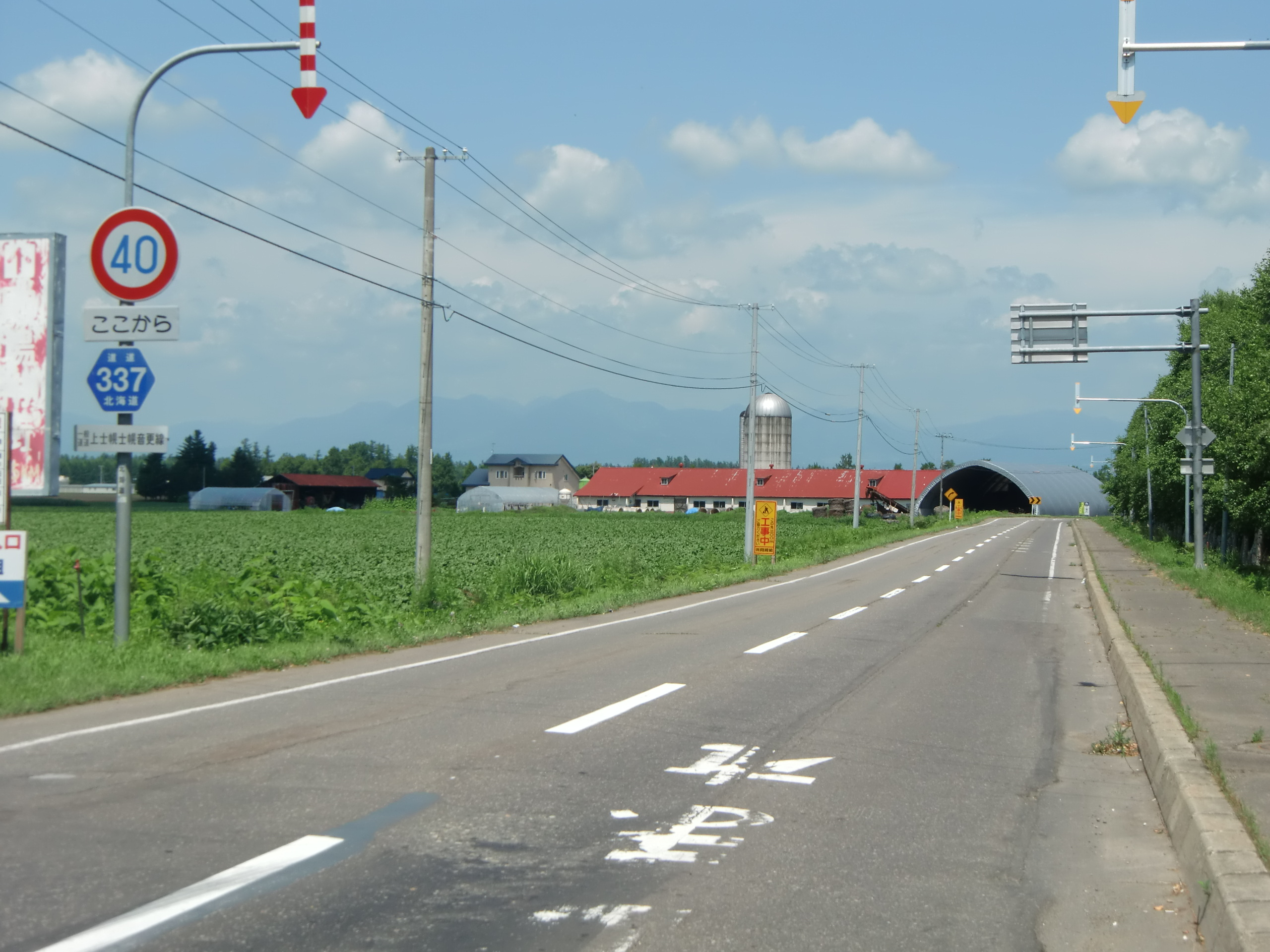
音更町駒場南（2011年7月撮影）

北海道道337号上士幌士幌音更線（ほっかいどうどう337ごう かみしほろしほろおとふけせん）は、北海道河東郡上士幌町と音更町を結ぶ一般道道である。

## 概要

### 路線データ
- 起点：北海道河東郡上士幌町字上士幌東3線（国道241号・国道273号交点）
- 終点：北海道河東郡音更町木野大通西11丁目（国道241号・北海道道73号帯広浦幌線交点）
- 総延長：39.1km

## 歴史
- 1960年（昭和35年）4月1日 - 331号として路線認定[1]。
- 1989年（平成元年） - 終点を音更町字東音更西3線（国道241号交点）から、音更町木野大通西12丁目に延長。[2]
- 1994年（平成6年）10月1日 - 路線番号を337号に変更[3]。
- 2005年（平成17年）4月1日 - 終点を音更町木野大通西3丁目に変更。
- 2021年（令和3年）11月1日 - 終点を音更町木野大通西12丁目に変更[4]。

## 路線状況

### 重複区間
- 士幌町字中音更西3線－士幌町字中音更基線（国道274号）
- 音更町字中音更基線（北海道道771号笹川士幌線）
- 音更町駒場南－音更町字音更西1線（北海道道133号音更新得線）

### 道路施設
- 上士幌橋（音更川）＝上士幌町字上士幌－上士幌町字上音更

## 地理
長い直線主体の路線である。上士幌町から士幌町にかけては地形に起伏があるため、アップダウンする。上士幌町と音更町を結ぶ道道は2本あり、国道241号の西側が上士幌士幌音更線で、東側を316号上士幌音更線が通っている。

### 通過する自治体
- 十勝総合振興局
  - 河東郡
    - 上士幌町
    - 士幌町
    - 音更町

### 交差する道路
上士幌町
- 国道241号 - 上士幌東3線（起点）
- 国道273号 - 上士幌東3線（起点）
- 北海道道1144号士幌上士幌線 - 上士幌東1線
- 北海道道806号上音更上士幌線 - 上士幌東1線

士幌町
- 北海道道661号士幌然別湖線 - 中音更西3線
- 国道274号 - 中音更西3線、中音更基線（重複）

音更町
- 北海道道771号笹川士幌線 - 中音更基線（重複）
- 北海道道133号音更新得線 - 駒場南、音更西1線（重複）
- 北海道道239号熊牛音更線 - 音更西1線（重複区間内で接続）
- 国道241号（帯広北バイパス） - 音更西1線（重複区間内で接続）
- 国道241号（帯広北バイパス） - 音更西2線（枝線）
- 北海道道75号帯広新得線 - 北鈴蘭南5丁目
- 国道241号 - 木野大通西12丁目（終点）
- 北海道道73号帯広浦幌線 - 木野大通西12丁目（終点）

### 沿線にある施設など
上士幌町
- 航空公園 - 字上士幌
- 上士幌ゴルフ場 - 字上音更

音更町
- 家畜改良センター十勝牧場 - 駒場
- 希望が丘運動公園 - 希望が丘